# Cydia kurokoi
The Nut fruit tortrix (Cydia kurokoi) là một loài bướm đêm thuộc họ Tortricidae. Nó được tìm thấy ở Nhật Bản, the Korean Peninsula và miền đông Trung Quốc.
Sải cánh dài khoảng 20 mm. Con trưởng thành bay vào tháng 8 và tháng 9. Có một lứa một năm.
Ấu trùng ăn Castanea seguinii, Castanea mollitissima, Castanea crenata và Quercus acutissima. The larvae feed inside the fruits of chestnut trees và damage them.